# 에디르네주

에디르네주의 위치

에디르네주(튀르키예어: Edirne ili)는 튀르키예 최서단에 위치한 주로, 마르마라 지역에 속한다. 주도는 에디르네이며 면적은 6,279km2, 인구는 382,222명(2007년 기준), 인구밀도는 60.87명/km2, 자동차 번호는 22번, 시외전화 지역번호는 0284번이다. 그리스, 불가리아와 국경을 접하며 9개 군을 관할한다.

## 인구
| 연도    | 인구    | ±% p.a. |
| ------- | ------- | ------- |
| 1927    | 150,840 | —       |
| 1940    | 251,373 | +4.01%  |
| 1950    | 221,268 | −1.27%  |
| 1960    | 276,479 | +2.25%  |
| 1970    | 316,425 | +1.36%  |
| 1980    | 363,286 | +1.39%  |
| 1990    | 404,599 | +1.08%  |
| 2000    | 402,606 | −0.05%  |
| 2010    | 390,428 | −0.31%  |
| 2018    | 411,528 | +0.66%  |
| source: |         |         |